# Brücke zum Mont Saint-Michel

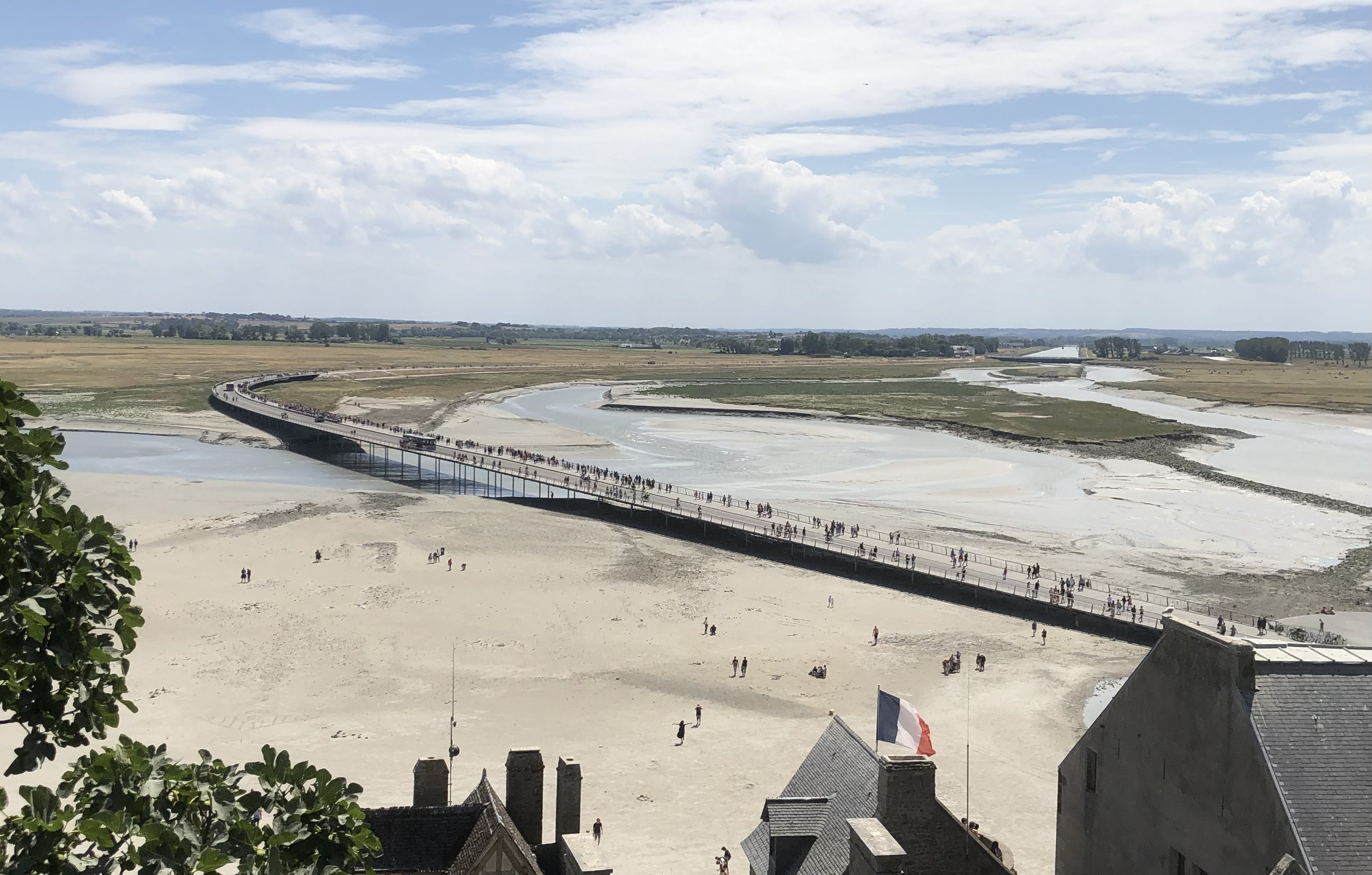
Brücke zum Mont Saint-Michel, Blick von Norden, 2022

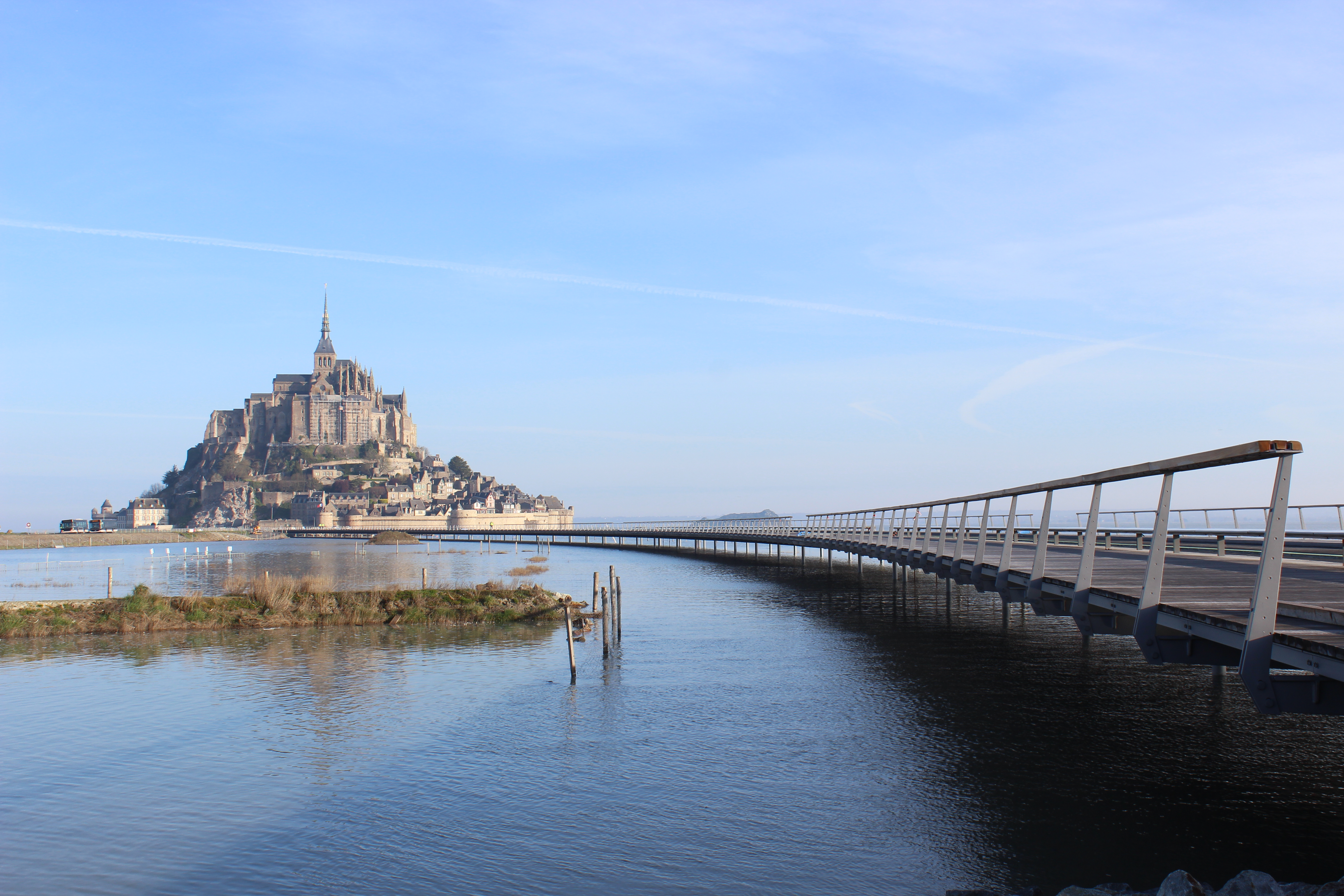
Blick von der Landseite, April 2014

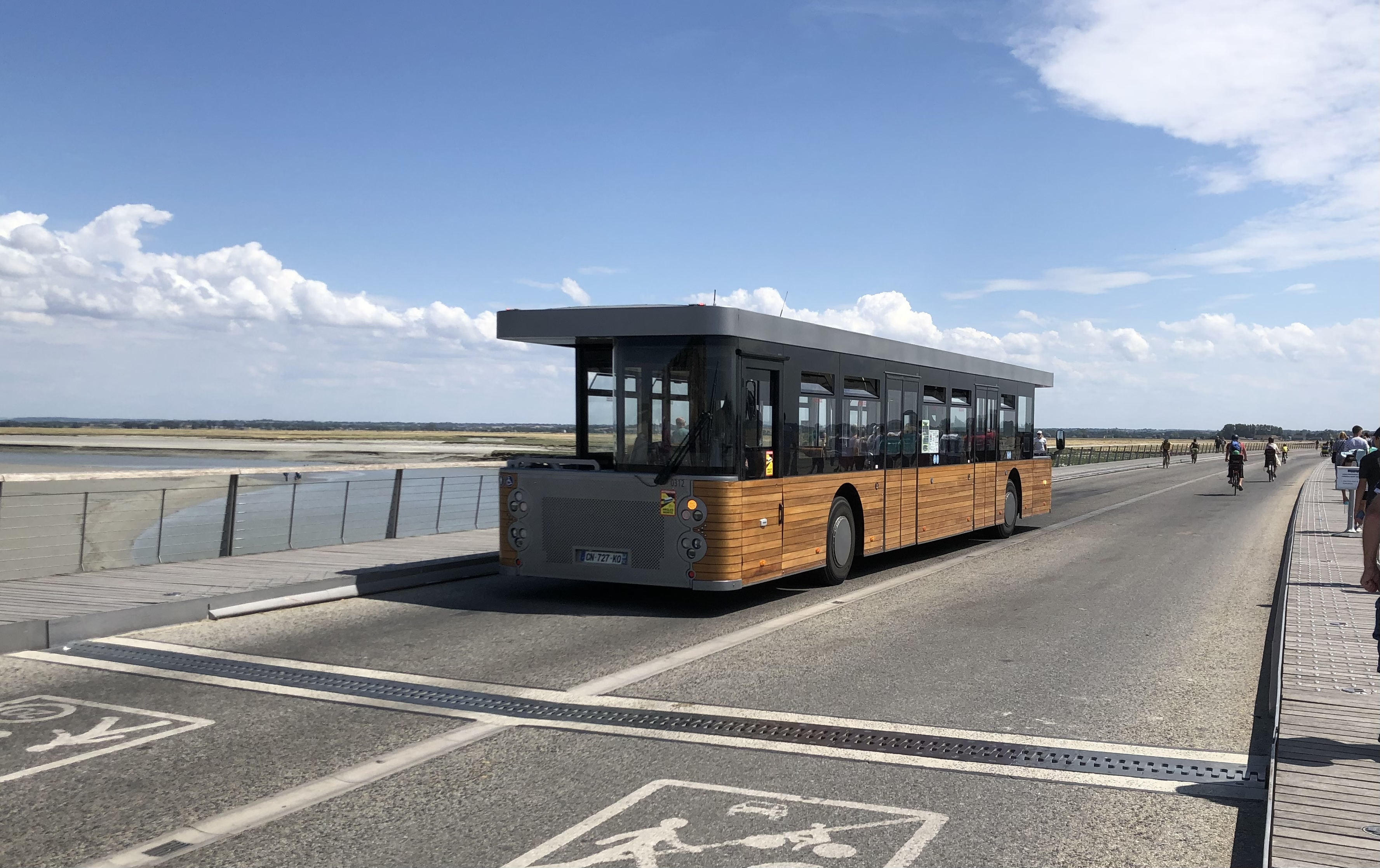
Pendelbus auf der Brücke, 2022

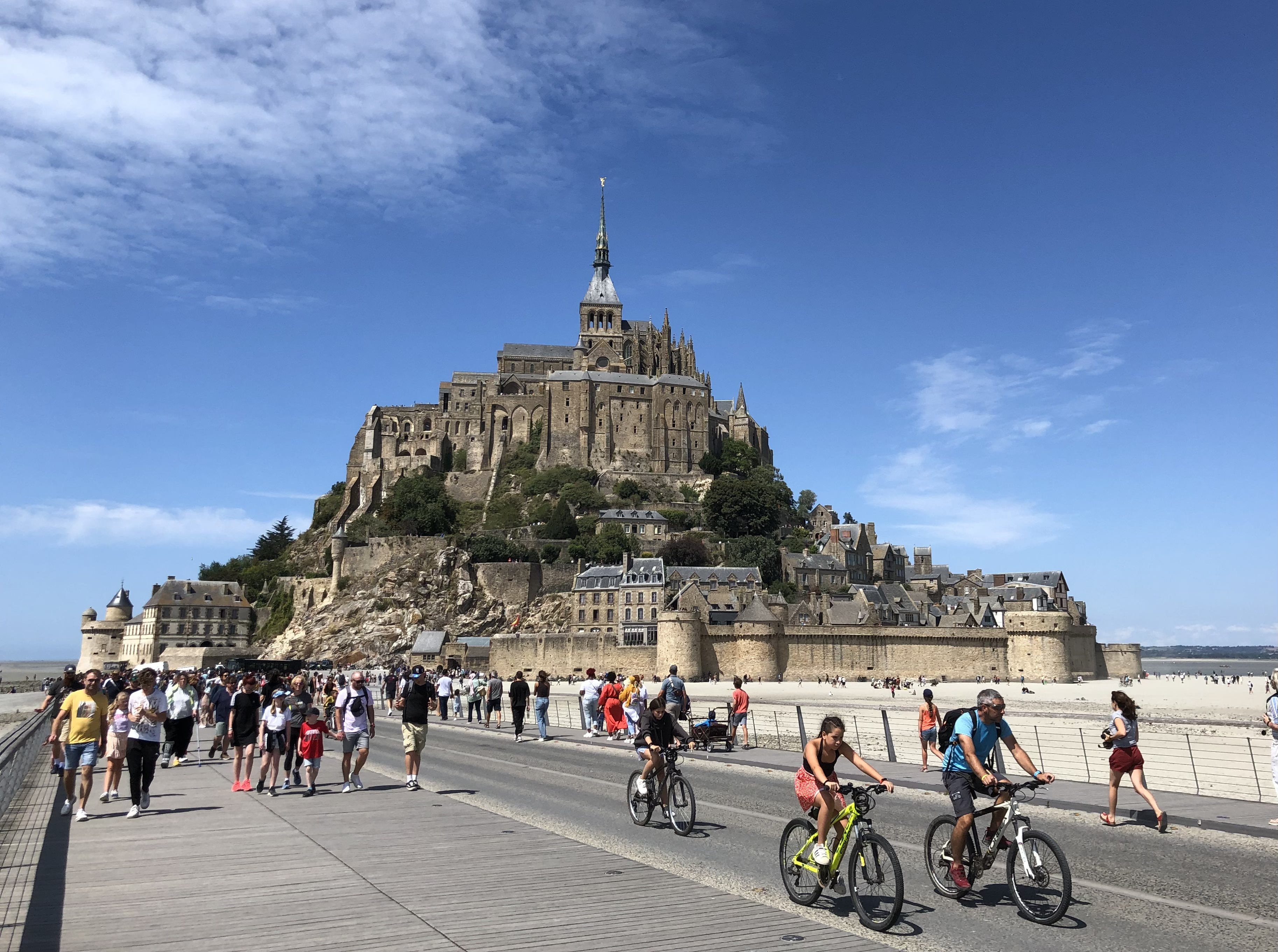
Verkehr auf der Brücke, 2022

Die Brücke zum Mont Saint-Michel ist eine Brücke in der Gemeinde Le Mont-Saint-Michel in Frankreich.

## Lage
Die Brücke führt in der Normandie vom Festland durch das Wattenmeer nach Norden zum Mont-Saint-Michel.

## Geschichte
Beim Mont-Saint-Michel handelt es sich eigentlich um eine Gezeiteninsel, die bei Flut von Wasser umgeben ist. Mitte des 19. Jahrhunderts wurden zur Gewinnung einer Polderfläche die Flüsse Couesnon, Sée und Sélune verlegt. Durch die so veränderten Strömungsverhältnisse wurde der in der Bucht angespülte Sand nicht mehr weggespült, so dass es starke Verlandungstendenzen gab. 1869 entstand ein Straßendamm zur Insel, der das Problem noch verstärkte. Der Inselcharakter des Mont-Saint-Michel drohte daher verloren zu gehen.
Es begannen Planungen, den Damm durch eine Brücke zu ersetzen und im Zusammenwirken mit weiteren Maßnahmen, wie der Anlage eines Damms zur jeweils temporären Anstauung des Couesnon, die Verlandung rückgängig zu machen. In einem 2001 ausgeschriebenen Wettbewerb setzte sich 2002 der Entwurf des Architekten Dietmar Feichtinger durch. Die ursprünglich links und rechts des alten Damms entstandenen Parkplätze wurden entfernt und weiter in das Hinterland verlegt. Von dort fahren Pendelbusse bis auf die Brücke, um Touristen so den Zugang zum Mont-Saint-Michel zu erleichtern. Die Verlegung der Parkplätze war auf heftigen Widerstand der Gewerbetreibenden vor Ort gestoßen. Durch Zugeständnisse und eine Erhöhung der Pendelfrequenz der Busse konnte jedoch eine Einigung gefunden werden.
Die Brücke endet auf der Inselseite auf einem neu angelegten Vorplatz, der so konzipiert ist, dass er bei besonders hohen Fluten unter Wasser steht, so dass der Mont-Saint-Michel zu bestimmten Zeitpunkten, etwa 70 Stunden im Jahr, tatsächlich wieder vollständig zur Insel wird.
Insgesamt entstanden für die Brücke Baukosten in Höhe von 43 Millionen Euro. Die Inbetriebnahme der Brücke erfolgte nach dreijähriger Bauzeit am 22. Juli 2014, die offizielle Einweihung erst im November 2014.

## Architektur
Es entstand eine leicht wirkende, eher an einen Steg erinnernde, leicht geschwungene Brücke. Sie verzichtet auf architektonische Hervorhebungen, um den Blick nicht vom Mont-Saint-Michel abzulenken. Durch die geschwungene Ausführung haben zum Mont-Saint-Michel Reisende die Möglichkeit verschiedener Blickwinkel auf den bekannten Berg. Die Brücke ist 760 Meter lang und schließt an einen 1085 Meter langen Damm an. Die Krümmung der Brücke ist sanft angelegt und beträgt lediglich drei Zentimeter auf zwölf Meter.
Die Brücke besteht aus einer Betonfläche, die auf 134 jeweils nur 25 Zentimeter dünnen Stahlstützen ruht und so die Strömung nur wenig behindert. Die Wandstärke der Stützen beträgt sechs Zentimeter. Es wurden jeweils 120 Meter lange Einzelelemente miteinander verbunden. Die Breite der Brücke beträgt 11,5 Meter, ihre gesamte Oberfläche 10.580 m². Trotz ihrer filigranen Wirkung ist die Brücke für Fahrzeuge bis zu 38 Tonnen ausgelegt. Unter der Brücke sind alle Ver- und Entsorgungsleitungen der Insel angeordnet. Als Korrosionsschutz dient ein Überzug aus Epoxidharz.
Auf Stahlkonsolen der Brücke ruht der aus Eichenholzbohlen gefertigte Belag der beidseitigen Fußgängerwege, die über die Betonplatte vorkragen. Die Breite der Fußwege variiert und ist etwa 200 Meter vor der Insel, dort wo die Pendelbusse halten, am größten, um das Ein- und Aussteigen zu erleichtern. Die Fahrbahn selbst ist mit poliertem und wassergestrahltem Asphalt belegt. Zwischen Fußweg und Fahrbahn zieht sich zum Teil eine aus Betonteilen gefertigte Sitzbank entlang. Die ebenfalls zurückhaltend gestalteten Brückengeländer bestehen aus einem breiten hölzernen Handlauf und Stahlseilen.
Auch die Beleuchtung ist dezent gehalten. So wurde auf Lichtmasten und Laternen verzichtet. Stattdessen befindet sich an der Unterseite der Sitzbänke ein durchgehendes Leuchtband. Darüber hinaus bestehen runde Positionslampen im Boden. So dominiert auch in der nächtlichen Ansicht die Beleuchtung des Mont-Saint-Michel.